# Remigia repandana
Remigia repandana är en fjärilsart som beskrevs av Embrik Strand 1917. Remigia repandana ingår i släktet Remigia och familjen nattflyn. Inga underarter finns listade.